# Bulonga schistacearia
Bulonga schistacearia là một loài bướm đêm trong họ Geometridae.